# Beunot
Beunot is een bestuurslaag in het regentschap Aceh Utara van de provincie Atjeh, Indonesië. Beunot telt 433 inwoners (volkstelling 2010).